# Carlos Segismundo de Greiff
Carlos Segismundo de Greiff (Västmanland, Suècia, 1793 - municipi de Remedios, Antioquia (Colòmbia), 1870) fou un enginyer i geògraf colombo-suec que revolucionà les tècniques mineres a Colòmbia, i es convertí en el fundador d'una dinastia molt influent en la vida cultural, científica i política d'eixe país.
Graduat com a enginyer a Uppsala, participà en la Guerra dels Trenta Anys, arribant a ser capità de l'exèrcit suec. El 1826 arribà a Colòmbia, contractat per una empresa anglesa, que al cap de poc va fer fallida, per la qual cosa decidí dedicar-se a la mineria a la regió aurífera d'Antioquia, en societat amb altres tècnics i empresaris nacionals i estrangers, i es va dedicar al negoci durant la resta de la seua vida, tot aportant les millors innovacions tècniques al procés d'extracció. Durant molts anys fou cònsol de Suècia i Noruega a Colòmbia, i per designació del President Mariano Ospina Rodríguez fou agrimensor oficial de la nació. En 1857 publicà un famós "Mapa d'Antioquia".
Entre els seus descendents hi ha el poeta León de Greiff, el musicòleg Otto de Greiff, el científic Jorge Arias de Greiff, l'ex Fiscal General Gustavo de Greiff i l'exministra Mónica de Greiff, entre altres personalitats.